# Enlevez-moi
Pour plus de détails, voir Fiche technique et Distribution.
Enlevez-moi est un film français de Léonce Perret sorti en 1932.

## Fiche technique
- Réalisateur : Léonce Perret
- Scénariste : Léonce Perret, d'après la pièce d'Henri Hallais, Raoul Praxy
- Décors : Guy de Gastyne
- Photographie : Jean Bachelet, Henri Barreyre
- Musique : Gaston Gabaroche
- Société de production : Pathé-Natan
- Format :  Noir et blanc - 1,37:1 - 35 mm - Son mono
- Pays d'origine :  France
- Genre : Comédie
- Durée : 98 minutes
- Année de sortie : 
  - France : 28 octobre 1932
- Affiche : Roland Coudon (France)

## Distribution
- Jacqueline Francell : Simone
- Roger Tréville : René Dargelle
- Arletty : Lulu
- Jean Devalde : Edgar
- Youcca Troubetzkov : Le prince Aga
- Félix Oudart : Le beau Léon
- Pierre Moreno : Un témoin
- Gaston Jacquet : Un témoin
- Mado Bailly
- Laura Bales
- Nicolas Barclay
- Willy Castello
- Annette Doria
- Jacques Ehrem
- Andrée Lorraine